# (9021) Fagus
(9021) Fagus est un astéroïde de la ceinture principale.

## Description
(9021) Fagus est un astéroïde de la ceinture principale. Il fut découvert le 14 février 1988 à La Silla par Eric Walter Elst. Il présente une orbite caractérisée par un demi-grand axe de 2,58 UA, une excentricité de 0,17 et une inclinaison de 13,3° par rapport à l'écliptique.

## Compléments